# Spirotromba

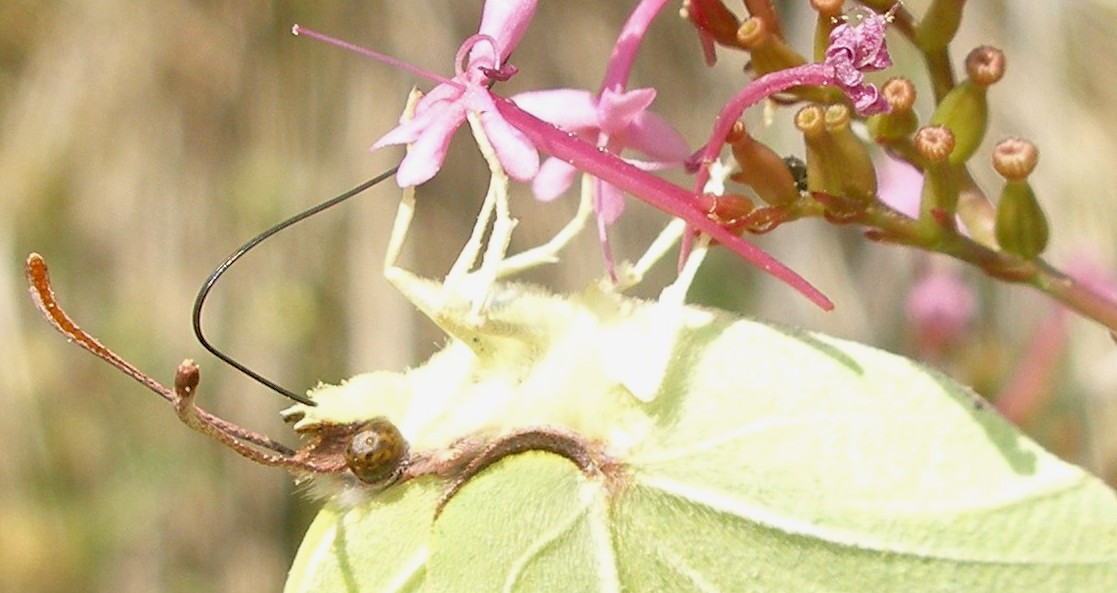
Spirotromba inserita nel fiore per succhiarne il nettare

La spirotromba, o spiritromba, è l'apparato boccale dei lepidotteri, formato da più parti che unite formano un tubo attraverso il quale questi succhiano il nettare; viene chiamato anche spiritromba e proboscide.

## Descrizione e caratteristiche

La spirotromba di una farfalla vista con il SEM del MUSE

La spirotromba è una specie di proboscide succhiatrice, formata da due lobi esterni alle mascelle (le galee) molto allungati con i margini conformati in modo da potersi accollare fra loro per formare un tubo. La sua forma allungata e flessibile consente ai lepidotteri di nutrirsi raggiungendo le parti più interne del fiore.
La spirotromba in posizione di riposo viene tenuta arrotolata sotto il capo e viene srotolata solo quando deve assumere il cibo. Nei Lepidotteri Nottuidi, essendo di dimensioni ridotte, la spirotromba non viene avvolta ma rimane sempre svolta.
Ricca di organi di senso, di trachee e di nervi è azionata da muscoli e convoglia l'alimento liquido al tubo digerente.
La spirotromba può avere una lunghezza pari a quella dell'intero corpo.

## Coevoluzione
Bisogna  notare che la struttura di impianti nutritivi come la spirotromba è dettata da un principio di coevoluzione: nel corso dell'evoluzione le piante hanno sviluppato una impollinazione entomofila, fornendo in cambio, all'insetto, del nutrimento (nettare, appunto). La necessità di disperdere meno energie possibili ha portato le piante ad "abbassare" le ghiandole dalle quali viene secreto il nettare, per evitare che venisse consumato da altri insetti non impollinatori (non pronubi). Alcuni insetti ed uccelli, come il colibrì, hanno sviluppato terminazioni boccali più lunghe per raggiungere il nettare in profondità nel fiore.